# Süd- und zentralamerikanische Handballmeisterschaft der Frauen
Die Süd- und zentralamerikanische Handballmeisterschaft der Frauen ist ein internationaler Handballwettbewerb für Nationalmannschaften in Südamerika und Zentralamerika. Veranstalter ist die Süd- und zentralamerikanische Handballkonföderation (COSCABAL).
Die Meisterschaft dient auch der Qualifikation für die Weltmeisterschaft. Zuvor konnten sich die Teams aus Süd- und Zentralamerika für die Panamerikameisterschaft qualifizieren.

## Turniere
Im Nachfolgenden eine Auflistung der Turniere.
Artikel zu den einzelnen Wettbewerben sind verlinkt in der Spalte "Jahr".
| Nr. | Jahr | Land        | Teams | 1. Platz (Gold) | 2. Platz (Silber) | 3. Platz (Bronze) | restliche Teilnehmer in der Reihenfolge der Platzierung |
| --- | ---- | ----------- | ----- | --------------- | ----------------- | ----------------- | ------------------------------------------------------- |
| 01  | 2018 | Brasilien   | 5     | Brasilien       | Argentinien       | Paraguay          | Chile, Uruguay                                          |
| 02  | 2021 | Paraguay    | 6     | Brasilien       | Argentinien       | Paraguay          | Uruguay, Chile, Bolivien                                |
| 03  | 2022 | Argentinien | 5     | Brasilien       | Argentinien       | Chile             | Uruguay, Paraguay                                       |
| 04  | 2024 | Brasilien   | 6     | Brasilien       | Argentinien       | Uruguay           | Chile, Paraguay, El Salvador                            |